# 嘉島町
嘉島町（かしままち）は、熊本県上益城郡にある町。熊本県の中心都市熊本市の南部に位置している。

## 地理
- 河川：緑川、御船川、加勢川、矢形川

隣接している自治体・行政区
- 熊本市（東区・南区）
- 益城町
- 御船町

### 地名
- 犬渕(旧大島村)
- 上島(旧大島村)
- 上仲間(旧大島村)
- 下仲間(旧大島村)
- 鯰(旧大島村)
- 井寺(旧六嘉村)
- 上六嘉(旧六嘉村)
- 北甘木(旧六嘉村)
- 下六嘉(旧六嘉村)

## 歴史
- 詳らかにすることはできないが、古代には町の全域が託麻郡に属していた。[1]
- 1955年（昭和30年）1月1日 - 上益城郡大島村と六嘉村が合併し、双方の漢字一文字をとって嘉島村が誕生。
- 1969年（昭和44年）2月1日 - 町制施行し嘉島町になる。
- 1990年（平成2年）9月1日 - 熊本市と境界変更。
- 1990年（平成2年）9月1日 - 上益城郡益城町と境界変更。
- 2010年（平成22年）6月1日 - 熊本市と境界変更。

## 行政
- 現町長：鍋田平（2023年-、1期）
- 前町長：荒木泰臣（1987年-2023年、10期）

## 経済

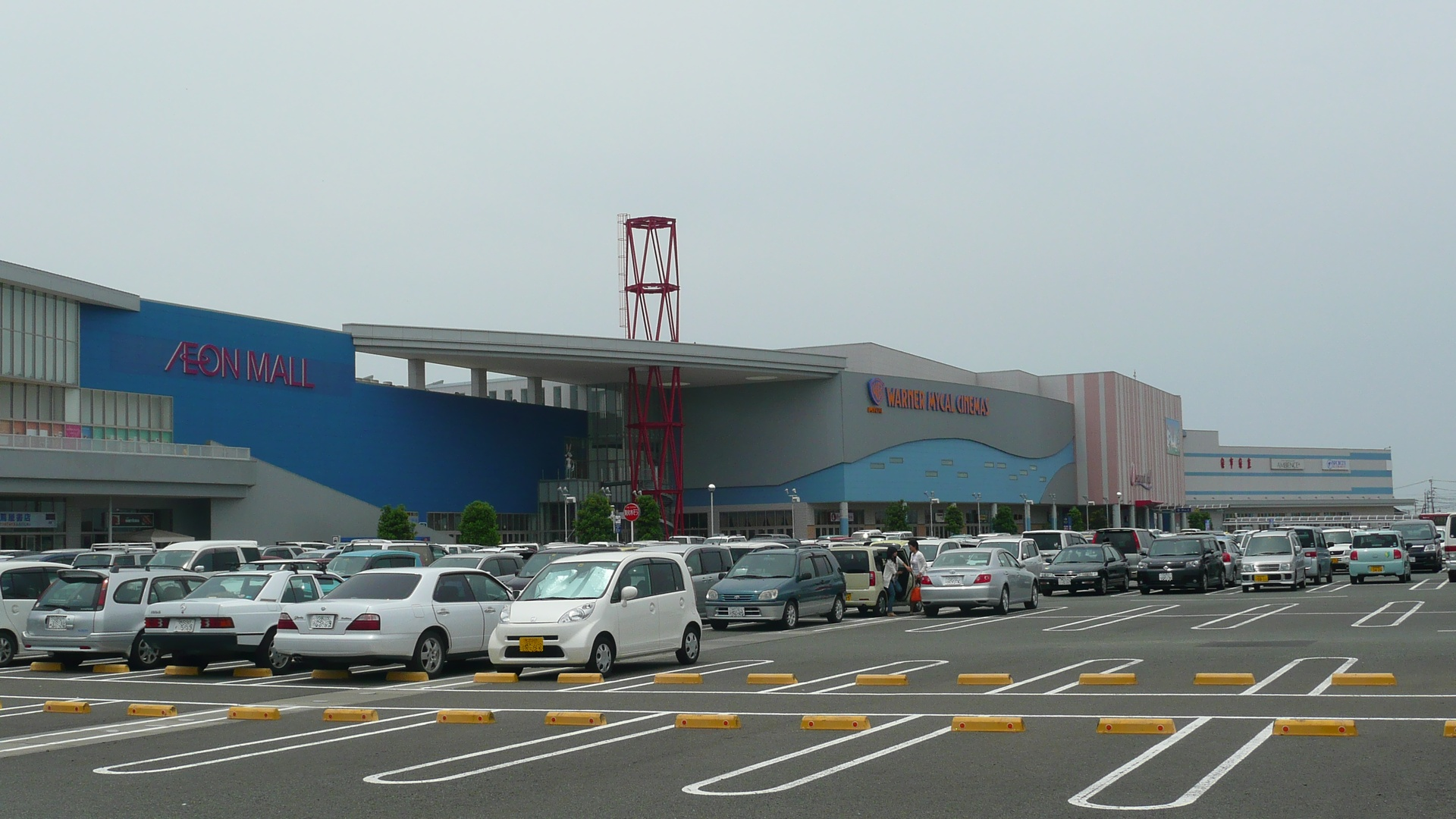
イオンモール熊本

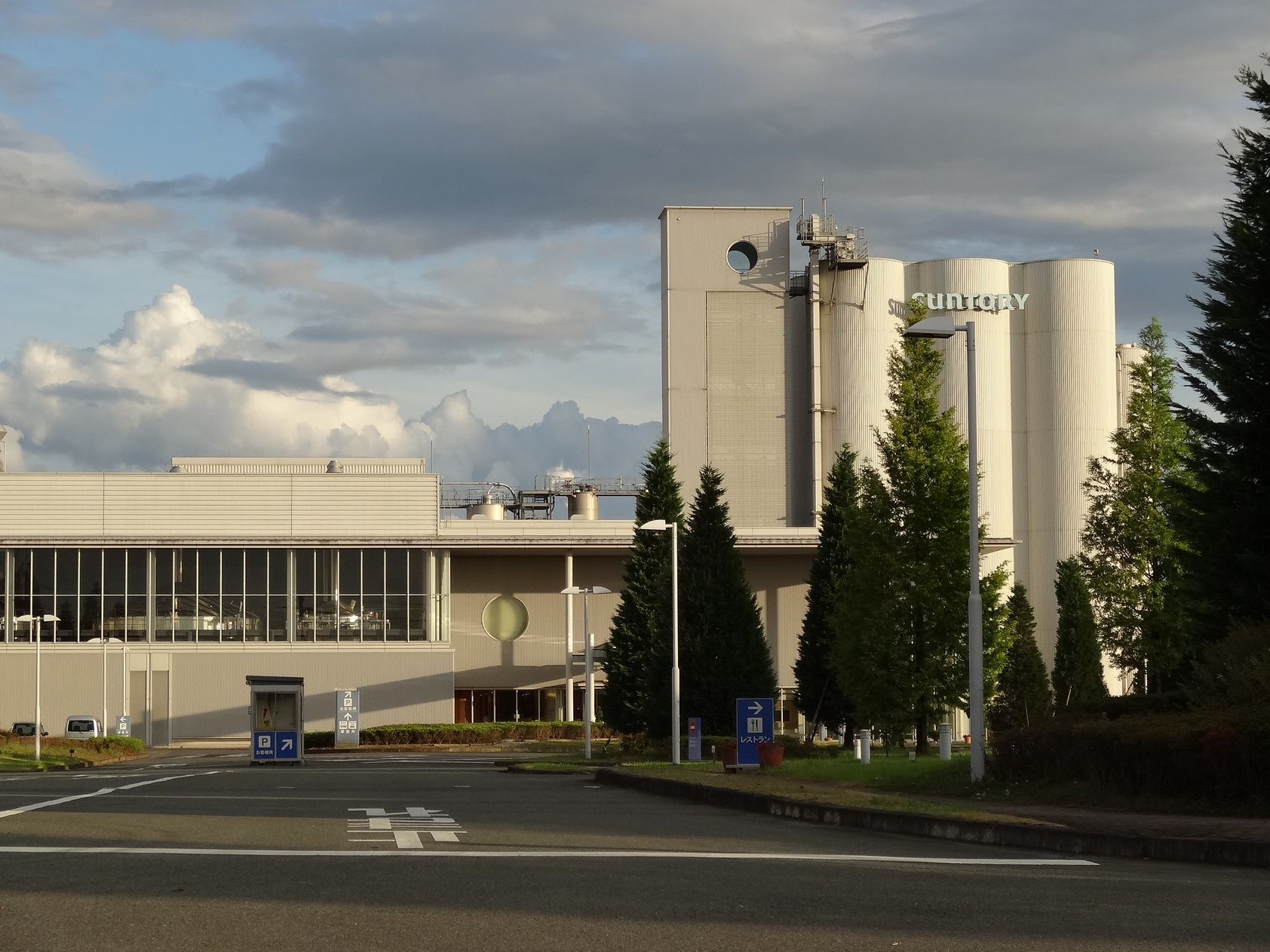
サントリー九州熊本工場

### 産業
2004年度町内総生産537億円。2005年10月10日にはダイヤモンドシティ・クレア（現イオンモール熊本）がグランドオープン。
- 主な産業
  - サントリー九州熊本工場 - 2003年7月に立地。工場見学を実施し、嘉島町の観光客増加に寄与している[2]。
- 産業人口

#### 特産品
- メロン
- アユ
- イチゴ
- 大豆

## 地域

### 健康
- 平均年齢

### 人口
| |                                        |  |
| 嘉島町と全国の年齢別人口分布（2005年） | 嘉島町の年齢・男女別人口分布（2005年） |  |
| ■紫色 ― 嘉島町 ■緑色 ― 日本全国 | ■青色 ― 男性 ■赤色 ― 女性              |  |
| 嘉島町（に相当する地域）の人口の推移 \| 1970年（昭和45年） \| 7,712人 \| \| \| 1975年（昭和50年） \| 7,470人 \| \| \| 1980年（昭和55年） \| 7,731人 \| \| \| 1985年（昭和60年） \| 7,434人 \| \| \| 1990年（平成2年） \| 7,295人 \| \| \| 1995年（平成7年） \| 7,654人 \| \| \| 2000年（平成12年） \| 8,145人 \| \| \| 2005年（平成17年） \| 8,492人 \| \| \| 2010年（平成22年） \| 8,676人 \| \| \| 2015年（平成27年） \| 9,054人 \| \| \| 2020年（令和2年） \| 9,547人 \| \| |                                        |  |
| 総務省統計局 国勢調査より |                                        |  |
| 1970年（昭和45年） | 7,712人                                |  |
| 1975年（昭和50年） | 7,470人                                |  |
| 1980年（昭和55年） | 7,731人                                |  |
| 1985年（昭和60年） | 7,434人                                |  |
| 1990年（平成2年） | 7,295人                                |  |
| 1995年（平成7年） | 7,654人                                |  |
| 2000年（平成12年） | 8,145人                                |  |
| 2005年（平成17年） | 8,492人                                |  |
| 2010年（平成22年） | 8,676人                                |  |
| 2015年（平成27年） | 9,054人                                |  |
| 2020年（令和2年） | 9,547人                                |  |

### 教育

#### 高等学校
町内には設置されていない。なお、公立普通科における通学区域は町域全域が県央学区（熊本市・合志市・宇土市・宇城市・御船町・益城町・甲佐町・山都町・美里町・菊陽町と同一）となる。

#### 小・中学校
中学校1校、小学校2校。いずれも町立のみ。
- 嘉島中学校
- 嘉島東小学校
- 嘉島西小学校

#### 幼稚園
町立
- 嘉島幼稚園

#### 保育園
私立
- 幼光保育園
- 嘉島保育園
- おひさまリリー保育園

## 交通

### 空港
- 最寄り空港は熊本空港（愛称：阿蘇くまもと空港、益城町） 。

### 鉄道
- 最寄り鉄道駅は熊本市電健軍線の健軍町停留場。JRでは、南熊本駅（JR九州・豊肥本線、熊本市）。

過去には町内に1964年（昭和39年）3月まで南熊本駅から砥用町（現・美里町）の砥用駅を結んでいた「熊延鉄道」が存在していた。
町内に存在していた駅は「鯰駅」「上島駅」「六嘉駅」。

### 道路
高速道路
- (15-2) 嘉島JCT - 九州自動車道と九州中央自動車道を接続するジャンクション。

町内に高速道路のインターチェンジはなく、御船町にある九州自動車道の御船インターチェンジ、および九州中央自動車道の小池高山インターチェンジが最寄りである。
一般国道
- 国道266号
- 国道445号

主要地方道
- 熊本県道32号小川嘉島線
- 熊本県道50号熊本嘉島線

一般県道
- 熊本県道182号田迎木原線
- 熊本県道226号六嘉秋津新町線
- 熊本県道238号画図秋津線

### 路線バス
- 熊本バス
  - 熊本市内（熊本桜町バスターミナル）を起点に浜線又は市電通りを経由して町内より御船町・甲佐町方面へ伸びる。イオンモール熊本内のバスターミナルが熊本バスの嘉島町内の拠点となっており熊本市内方面への本数が多い。

## 名所・旧跡・観光スポット・祭事・催事

### 名所・旧跡・観光スポット

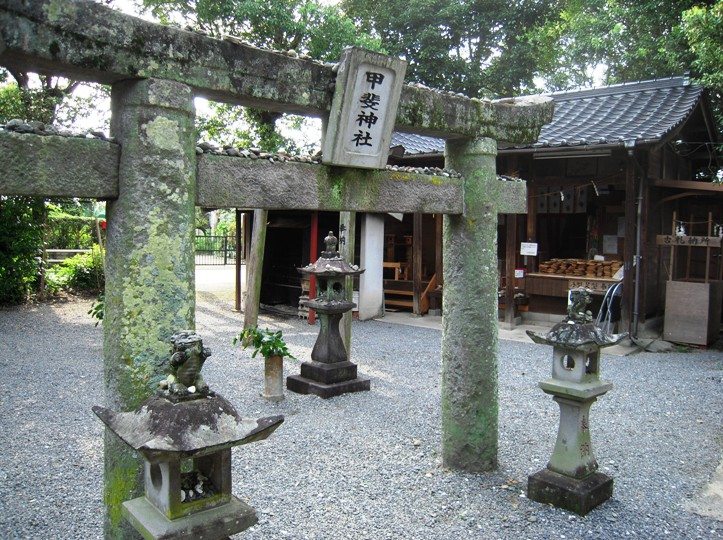
足手荒神

- 井寺古墳
- 夫婦神の浮島神社（神社公式）
- 浮島 -平成の名水百選・ため池百選
- 六嘉湧水群・浮島 - 平成の名水百選
- 浮島周辺水辺公園
- 嘉島湧水天然プール
- 甲斐神社（足手荒神）
- 六嘉神社

### 祭事・催事
- 浮島神社の七草粥の振舞い（1月7日）
- 浮島神社の七夕祭（7月7日）
- 行事六嘉の獅子舞（10月17日）
- 足手荒神大祭（2月15日）

## 嘉島町出身の有名人・著名人
★は故人
- 松前重義（東海大学創立者）★
- 三善信房（農業指導者、元衆議院議員、信二の父）★
- 三善信二（元農林官僚、元参議院議員、信房の次男）★
- 石坂音四郎（民法学者）★
- 芳東洋（大相撲力士）
- 有村智恵（女子プロゴルファー）
- 前田龍生
- 藤木眞也（農林水産大臣政務官、全国農協青年組織協議会会長、参議院議員）